# Équipe de Yougoslavie de football au Championnat d'Europe 1968
L'équipe de Yougoslavie de football dispute sa 2e phase finale de championnat d'Europe lors de l'édition 1968. Le tournoi se déroule en Italie du 5 au 10 juin 1968.
La Yougoslavie bat l'Angleterre en demi-finale. En finale, les Yougoslaves et les Italiens ne peuvent se départager (1-1 après prolongation). La finale est donc rejouée, et la Yougoslavie s'inclinent cette fois sur le score de 2-0, laissant le titre à l'Italie.
À titre individuel, Dragan Džajić, Mirsad Fazlagić et Ivica Osim font partie de l'équipe-type du tournoi. Dragan Džajić termine également meilleur buteur de l'Euro 1968 avec 2 buts inscrits.

## Phase qualificative
La phase préliminaire comprend huit poules. Le premier de chaque groupe se qualifie pour les quarts de finale.

### Phase préliminaire
La Yougoslavie remporte le groupe 4, devançant l'Allemagne, finaliste de la Coupe du monde, qui est éliminée.
| Rang | Équipe               | Pts | J | G | N | P | Bp | Bc | Diff |  | Résultats (▼ dom., ► ext.) |     |     |     |
| ---- | -------------------- | --- | - | - | - | - | -- | -- | ---- |  | -------------------------- | --- | --- | --- |
| 1    | Yougoslavie          | 6   | 4 | 3 | 0 | 1 | 8  | 3  | +5   |  | Yougoslavie                |     | 1-0 | 4-0 |
| 2    | Allemagne de l'Ouest | 5   | 4 | 2 | 1 | 1 | 9  | 2  | +7   |  | Allemagne de l'Ouest       | 3-1 |     | 6-0 |
| 3    | Albanie              | 1   | 4 | 0 | 1 | 3 | 0  | 12 | -12  |  | Albanie                    | 0-2 | 0-0 |     |

### Quart de finale
| Équipe 1 | Résultat | Équipe 2    | Aller | Retour |
| -------- | -------- | ----------- | ----- | ------ |
| France   | 2 - 6    | Yougoslavie | 1 - 1 | 1 - 5  |

## Phase finale

### Demi-finale
| Entraîneur : |
| R. Mitić     |

| Entraîneur : |
| A. Ramsey    |

| Entraîneur : |
| R. Mitić     |

| Entraîneur : |
| A. Ramsey    |

### Finale
| Entraîneur :         |
| Ferruccio Valcareggi |

| Entraîneur : |
| Rajko Mitic  |

| Entraîneur :         |
| Ferruccio Valcareggi |

| Entraîneur : |
| Rajko Mitic  |

| Entraîneur :         |
| Ferruccio Valcareggi |

| Entraîneur : |
| Rajko Mitic  |

| Entraîneur :         |
| Ferruccio Valcareggi |

| Entraîneur : |
| Rajko Mitic  |

## Effectif
Sélectionneur : Rajko Mitić
| No. | Pos.      | Joueur              | Date de naissance et âge | Sélec. | Club                     |
| --- | --------- | ------------------- | ------------------------ | ------ | ------------------------ |
| 1   | Gardien   | Ilija Pantelić      | 2 août 1942              | 15     | Vojvodina Novi Sad       |
| 2   | Défenseur | Mirsad Fazlagić     | 4 avril 1943             | 16     | FK Sarajevo              |
| 3   | Défenseur | Milan Damjanović    | 15 octobre 1943          | 3      | Partizan Belgrade        |
| 4   | Milieu    | Borivoje Đorđević   | 2 août 1948              | 3      | Partizan Belgrade        |
| 5   | Défenseur | Blagoje Paunović    | 4 juin 1947              | 3      | Partizan Belgrade        |
| 6   | Défenseur | Dragan Holcer       | 19 janvier 1945          | 13     | Hajduk Split             |
| 7   | Milieu    | Ilija Petković      | 22 septembre 1945        | 1      | OFK Belgrade             |
| 8   | Milieu    | Ivica Osim          | 6 mai 1941               | 12     | Željezničar Sarajevo     |
| 9   | Attaquant | Vahidin Musemić     | 29 octobre 1946          | 3      | FK Sarajevo              |
| 10  | Milieu    | Rudolf Belin        | 4 novembre 1942          | 20     | Dinamo Zagreb            |
| 11  | Attaquant | Dragan Džajić       | 30 mai 1946              | 25     | Étoile rouge de Belgrade |
| 12  | Gardien   | Radomir Vukčević    | 15 septembre 1944        | 2      | Hajduk Split             |
| 13  | Gardien   | Ratomir Dujković    | 24 février 1946          | 0      | Étoile rouge de Belgrade |
| 14  | Défenseur | Rajko Aleksić       | 19 février 1947          | 0      | Vojvodina Novi Sad       |
| 15  | Milieu    | Miroslav Pavlović   | 23 octobre 1942          | 0      | Étoile rouge de Belgrade |
| 16  | Milieu    | Jovan Aćimović      | 21 juin 1948             | 0      | Étoile rouge de Belgrade |
| 17  | Défenseur | Mladen Ramljak      | 1er juillet 1945         | 5      | Dinamo Zagreb            |
| 18  | Défenseur | Ljubomir Mihajlović | 4 septembre 1943         | 6      | Partizan Belgrade        |
| 19  | Milieu    | Ivica Brzić         | 28 mai 1941              | 0      | Vojvodina Novi Sad       |
| 20  | Attaquant | Boško Antić         | 7 janvier 1945           | 0      | FK Sarajevo              |
| 21  | Milieu    | Dobrivoje Trivić    | 26 octobre 1943          | 5      | Vojvodina Novi Sad       |
| 22  | Attaquant | Idriz Hošić         | 17 février 1944          | 1      | Partizan Belgrade        |

## Navigation